# Định luật Gresham
Trong kinh tế, định luật Gresham là một nguyên tắc tiền tệ nói rằng "tiền xấu đuổi tiền tốt". Ví dụ, nếu có hai hình thức hoá tệ trong lưu thông, mà được chấp nhận bởi luật pháp là có giá trị danh nghĩa tương tự, loại hoá tệ có giá trị hơn sẽ biến mất khỏi lưu thông.
Luật này đã được đặt tên năm 1860 bởi Henry Dunning Macleod, theo Ngài Thomas Gresham (1519-1579), là một chuyên gia tài chính Anh trong triều đại Tudor. Tuy nhiên, có rất nhiều người đi trước. Định luật đã phát biểu trước bởi Nicolaus Copernicus; vì lý do này, nó là đôi khi được gọi là Định luật Copernicus. Nó là cũng được phát biểu trong thế kỷ  14, bởi Nicole Oresme k. 1350 1350, trong tác phẩm Về nguồn gốc, bản chất, định luật, và sự thay đổi tiền tệ, và bởi luật gia, và sử gia Al-maqrizi (1364-1442) ở Đế quốc Mamluk; và được ghi nhận bởi Aristophanes trong vở kịch Những con Ếch, từ khoảng cuối thế kỷ 5 trước công nguyên.

## Tiền tốt và tiền xấu
Tiền tốt là tiền có ít khác biệt giữa giá trị danh nghĩa (ghi trên mặt đồng xu) và giá trị thực (giá trị của kim loại dùng để đúc, thường là kim loại quý, nickel, hoặc đồng).
Khi vắng mặt luật về tiền pháp định, đồng xu tiền kim loại sẽ tự do trao đổi ở trên giá trị thị trường thỏi một chút. Điều này có thể được quan sát với thỏi tiền xu như Lá phong Vàng Canada, Krugerrand Nam Phi, Đại bàng Vàng Mỹ, hoặc thậm chí bạc Theresa Maria (Áo). Các đồng xu loại này được biết đến với sự tinh khiết và ở trong một hình thức thuận tiện. Mọi người thích giao dịch bằng đồng tiền hơn là bằng những mẩu kim loại quý vô danh tính, do đó, họ gắn thêm giá trị cho các đồng xu. Độ vênh giữa mệnh giá và giá hàng hoá được gọi là seigniorage. Bởi vì một số tiền xu không lưu thông, nằm lại trong các bộ sưu tập, nhu cầu đúc có thể tăng lên.
Mặt khác, tiền xấu là tiền mà giá trị hàng hoá thấp hơn nhiều giá trị danh nghĩa và được lưu thông cùng với tiền tốt, nơi cả hai dạng phải được chấp nhận ngang giá như là tiền pháp định.